# Universitatea din Vilnius
Universitatea din Vilnius (în lituaniană Vilniaus universitetas) este cea mai mare universitate din Lituania și una din cele mai vechi din Europa de Est. A fost înființată în anul 1578 de regele Ștefan Báthory sub numele de Academia et Universitas Vilnensis Societatis Iesu, cu ajutorul ordinului iezuit.
În anul 1581 rectorul Jakub Wujek, împreună cu 11 alți profesori, au fost trimiși în Transilvania pentru înființarea Colegiului iezuit din Cluj.